# Гонконгский гарнизон Народно-освободительной армии Китая
Гонконгский гарнизон Народно-освободительной армии Китайской Народной Республики (кит. трад. 中國人民解放軍駐香港部隊, упр. 中国人民解放军驻香港部队, пиньинь Zhōngguó Rénmín Jiěfàngjūn Zhù Xiānggǎng Bùduì, палл. чжунго жэньминь цзефанцзюнь чжу сянган будуй, англ. People's Liberation Army Hong Kong Garrison) — гарнизон Народно-освободительной армии Китая, отвечающий за обеспечение обороны Специального административного района Гонконг с 1997 года. Официально службу в Гонконге начал в том же году — после выхода Гонконга из-под британского контроля. До начала службы Гонконгского гарнизона НОАК, безопасность обеспечивал Британский гарнизон Гонконга при поддержке Королевского гонконгского полка.
Собственно вооружённых сил у Гонконга нет, согласно Основному закону Гонконга, поэтому за его безопасность отвечает КНР. Штаб Гонконгского гарнизона НОАК располагается в здании в центре Гонконга. Численность гарнизона варьируется от 10 до 12 тысяч человек.

## Роль гарнизона
1 июля 1997 года вступило в силу решение Государственного совета КНР о присоединении Гонконга к Китайской Народной Республике на правах специального административного района и отправлении в город частей Народно-освободительной армии Китая, которым предстояло начать нести гарнизонную службу и обеспечивать безопасность города. Де-юре гонконгский гарнизон символизирует управление со стороны Пекина, де-факто представляет собой полностью боеспособные части НОАК. Согласно Основному закону, у Гонконга не может быть собственных вооружённых сил, поэтому ответственность за его оборону и безопасность, равно как и расходы на содержание отвечающих за это войск, на себя берёт Государственный совет КНР — до 1997 года колониальное правительство Гонконга вынуждено было тратить собственные средства на содержание британского контингента.
Закон о гарнизоне, принятый Всекитайским собранием народных представителей, содержит конкретные положения об обязанностях и поддержании дисциплины гарнизона, юрисдикции и иных вопросах, чтобы Гонконгский гарнизон НОАК исполнял свои обязанности в соответствии с законодательством КНР (Закон о гарнизоне) и Гонконга (Основной закон). Гонконгский гарнизон НОАК не имеет права вмешиваться во внутренние дела, а за поддержание общественного порядка отвечает Правительство Гонконга. Формально к обязанностям гарнизонной службы Гонконгский гарнизон НОАК приступил с полуночи 1 июля 1997 года. В настоящее время там присутствуют части сухопутных войск, военно-морских сил и военно-воздушных сил, подчиняющиеся Центральному военному совету КНР и входящие в Южный военный округ. Для поддержания рабочих контактов с Правительством Гонконга специально для общественности были открыты казармы на острове Стоункаттерс и в районе Стэнли, чтобы продемонстрировать местному населению закреплённые законом обязанности гарнизона. Ежегодно проводятся учения и показательные выступления, по которым можно судить о постоянной боеготовности гарнизона.
Современная униформа Гонконгского гарнизона НОАК была представлена в 2007 году и отличается от униформы других частей НОАК. Все автомобили, используемые гарнизоном — машины с правым рулём, как и гражданские автомобили Гонконга, а на всех автомобильных номерах изображаются буквы ZG, что является сокращением от Zhugang (кит. трад. 驻港, упр. 駐港, пиньинь zhugang, палл. чжуган) — «размещённый в Гонконге».

## Командиры
Гонконгский гарнизон НОАК подчиняется Южному военному округу и Центральному военному совету КНР в Пекине, а также сообщает Правительству Гонконга о любых своих действиях на территории Гонконга или в его окрестностях.
Командиры гарнизона
- Генерал-лейтенант Лю Чжэньу[англ.] (1997—1999, назначен в 1994)
- Генерал-лейтенант Сюн Цзижэнь (1999—2004)[5]
- Генерал-лейтенант Ван Цзитан (2004—2008)
- Генерал-лейтенант Чжан Шибо[англ.] (2008—2012)
- Генерал-лейтенант Ван Сяоцзюнь[англ.] (2012—2014)
- Генерал-лейтенант Тань Бэньхун[англ.] (2014—2019)
- Генерал-майор Чэнь Даосян (с 2019)

Политические комиссары
- Генерал-майор Сюн Цзыжэнь
- Генерал-майор Ван Юйфа[англ.]
- Генерал-майор / генерал-лейтенант Лю Лянкай (дважды)
- Генерал-лейтенант Чжан Жучэн
- Генерал-лейтенант Ван Цзэнбо
- Генерал-лейтенант Юэ Шисинь
- Генерал-майор Цай Юнчжун

## Сухопутные войска

### Части
- Гарнизонная десантно-штурмовая бригада (подразделение 53300), ранее 1-й Красный полк 1-й Красной дивизии 1-й Красной армии Китая. В 1949 году был 424-м пехотным полком 142-й пехотной дивизии 48-й полевой армии, в 1952 году стал 430-м пехотным полком 55-й полевой армии. С 1970 года — 487-й пехотный полк 163-й пехотной дивизии (переименование).
- Батальон почётного караула Гонконгского гарнизона НОАК[англ.]
- Три десантно-штурмовых (вертолётных) батальона
- Механизированный батальон
- Артиллерийская батарея
- Инженерный батальон
- Разведывательно-диверсионная рота (Отряд пятиминутного реагирования, часть личного состава позже переведена во Взвод быстрого реагирования Макаоского гарнизона НОАК)
- Батальон сбора разведданных
- Бронетанковый конвой
- Шэньчжэньская база снабжения (подразделение 53310)[6]
- Транспортная рота Шао Фэй

### Объекты
Гонконгским гарнизоном используются следующие военные объекты (в том числе те, что принадлежали Британской армии):
- Штаб Гонконгского гарнизона НОАК[англ.] — ранее база британского флота «Тамар»[англ.]
- Казармы Чхинъито[англ.] — ранее часть казарм Виктории, казарм Её Величества линейной пехоты
- Казармы Коулун-Ист[англ.] — ранее казармы Осборн
- Стэнли-Форт[англ.] — база Отряда пятиминутного реагирования Сухопутных войск КНР
  - Казармы Чхек Чуе
- Западные казармы — бывшие казармы Бонем-Тауэр, дом 88 на Бонем-роуд
- Казармы Стоункаттер[англ.] — база ВМС НОАК
- Секкон[англ.] — аэродром ВВС НОАК
  - Северный компонент — ранее линия Борнео
  - Южный компонент — ранее линия Малайя
- Казармы Саньтхинь — ранее линия Кассино
- Казармы Таммэй — ранее Нгаутаммэй, Юэнлун
- Линия Галлиполи — Сатаукок-роуд, Фаньлин, ранее лагерь Саньвай
  - Стрельбище Саньвай / Тайлин
- Линия Бирма — ранее военный лагерь Куинс-Хилл
- Ган-Клаб-Хилл[англ.] Коулун — гарнизонный госпиталь НОАК

### Снаряжение
| Образец         | Тип                         | Число | Годы   | Производитель                   | Детали                                                |
| --------------- | --------------------------- | ----- | ------ | ------------------------------- | ----------------------------------------------------- |
| Тип 92 (WZ-551) | 6-колёсный БТР              | 21    | 1980-е | Norinco                         | С пулемётом калибра 12,7 мм                           |
| Тип 56C         | Автомат калибра 5,8 мм      | N/A   | N/A    | Norinco                         |                                                       |
| QBU-88          | Снайперская винтовка 5,8 мм | N/A   | N/A    | Norinco                         |                                                       |
| QBZ-95          | Автомат калибра 5,8 мм      | N/A   | N/A    | Norinco                         |                                                       |
| QBZ-03          | Автомат калибра 5,8 мм      | N/A   | N/A    | Norinco                         |                                                       |
| QCW-05          | Пистолет-пулемёт            | N/A   | N/A    | Norinco                         |                                                       |
| Тип 87          | Гранатомёт                  | N/A   | N/A    | Norinco                         |                                                       |
| Тип 95 (QBB-95) | Ручной пулемёт              | N/A   | N/A    | Norinco                         |                                                       |
| Тип 92          | Пистолет                    | N/A   | N/A    | Norinco                         |                                                       |
| Jiefang CA-30   | Грузовик                    | N/A   | N/A    | First Automotive Works, Чанчунь |                                                       |
| EQ2050A         | Джип типа HMMWV             | N/A   | 2010   |                                 | Китайская копия HMMWV                                 |
| JH600 Duke      | Мотоцикл                    | N/A   | N/A    | Цзялин                          | Создана по образцу BMW F650, но со своими доработками |

## Флот

### Эскадры
- Эскадра 38081 — Южный флот ВМС НОАК

### Базы
- Казармы Стоункаттер[англ.] — остров Стоункаттерс[англ.], где ранее была база британского флота «Тамар»[англ.]
- Казармы Тайо, Схэктсайпо — бывшая станция военно-морского наблюдения Тайо

### Корабли
| Класс или имя           | Производитель          | Тип               | Количество | Начало службы | Детали |
| ----------------------- | ---------------------- | ----------------- | ---------- | ------------- | --- |
| Тип 056 «Цзяндао»       | Верфь Хуанпу, Гуанчжоу | Корвет            | 2          | 2013          | 2 × 2 пусковые установки для противокорабельных ракет C-803, пусковая установка для 8 ракет HQ-10, 76-мм орудие H/PJ-26, сдвоенные 30-мм орудия H/PJ-17, два строенных торпедных аппарата |
| Тип 037-II «Хоуцзянь»   | Верфь Хуанпу, Гуанчжоу | Ракетный катер    | 6          | 1990-е        | 5 противокорабельных ракет C-801, сдвоенные 37-мм орудия ПВО, 2 × 2 30-мм орудия |
| Тип 074 «Юйхай / Eху-А» | Верфь Уху, Аньхой      | Десантный корабль | 2          | 1995–2000     | Два 25-мм орудия |

## Авиация

### Отряды
- Вертолётная эскадрилья (подразделение 39968), авиабаза Секкон[англ.]
- Истребительная эскадрилья, авиабаза Гуандун

### Базы
- Секкон[англ.], Гонконг
- Шади[англ.], к западу от Гуанчжоу, Гуандун
- Сводный отряд, Чхеклапкхок — аэропорт Гонконга

### Снаряжение
| Техника       | Производитель | Тип                            | Начало службы        | Примечания                                              |
| ------------- | ------------- | ------------------------------ | -------------------- | ------------------------------------------------------- |
| Harbin Z-9    | Китай         | Многоцелевой вертолёт          | 12 — аэродром Секкон | обновлённый вариант AS 565 Panther and SA 360 Dauphin 2 |
| Changhe Z-8KH | Китай         | Поисково-спасательный вертолёт | 4 — аэродром Секкон  |                                                         |

## Нашивки
- Нарукавный знак войск и сил ВС КНР в гарнизоне (1997—2007)
- Нарукавный знак сухопутных войск ВС КНР в гарнизоне (с 2007 года)
- Нарукавный знак военно-воздушных сил ВС КНР в гарнизоне (с 2007 года)
- Нарукавный знак военно-морского флота ВС КНР в гарнизоне (с 2007 года)